# Scybalocanthon cyanocephalus
Scybalocanthon cyanocephalus är en skalbaggsart som beskrevs av Edgar von Harold 1868. Scybalocanthon cyanocephalus ingår i släktet Scybalocanthon och familjen bladhorningar. Inga underarter finns listade i Catalogue of Life.